# Радість (Варшава)

Розташування района Радість на мапі дільниці Вавер у Варшаві

Радість (пол. Radość) — район у Варшаві, частина дільниці Вавер. На півночі район обмежує район Міжлісся, на сході — Александрув, на півдні — Медзе́шин та на заході — Надвісле.

## Історія

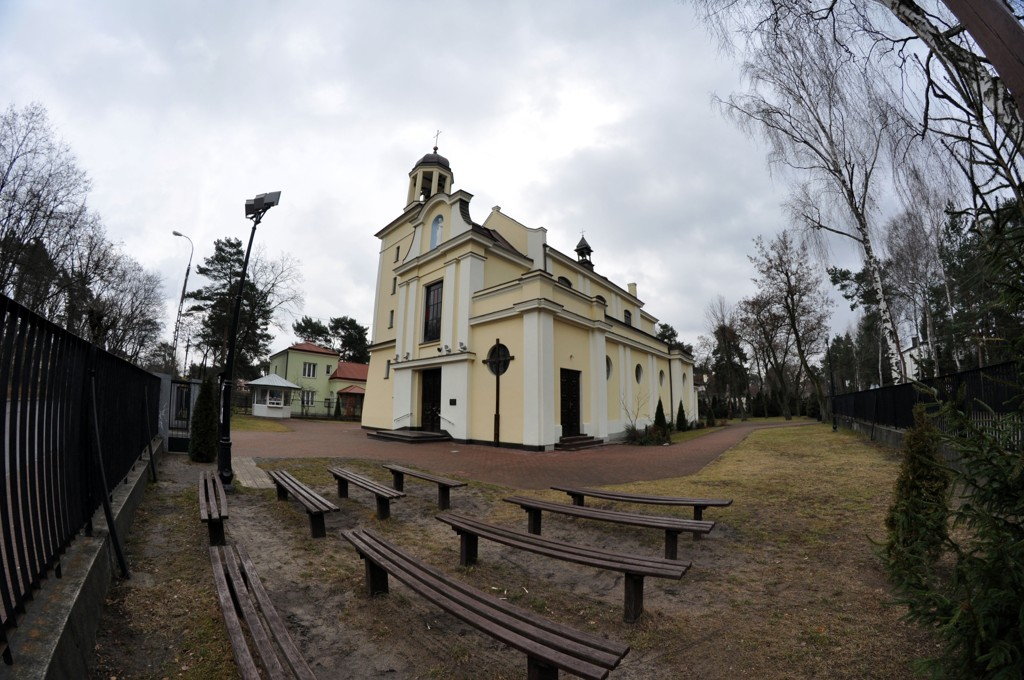
Парафіяльний костел Матері Божої, Вавер, вул. Вивільги, 14

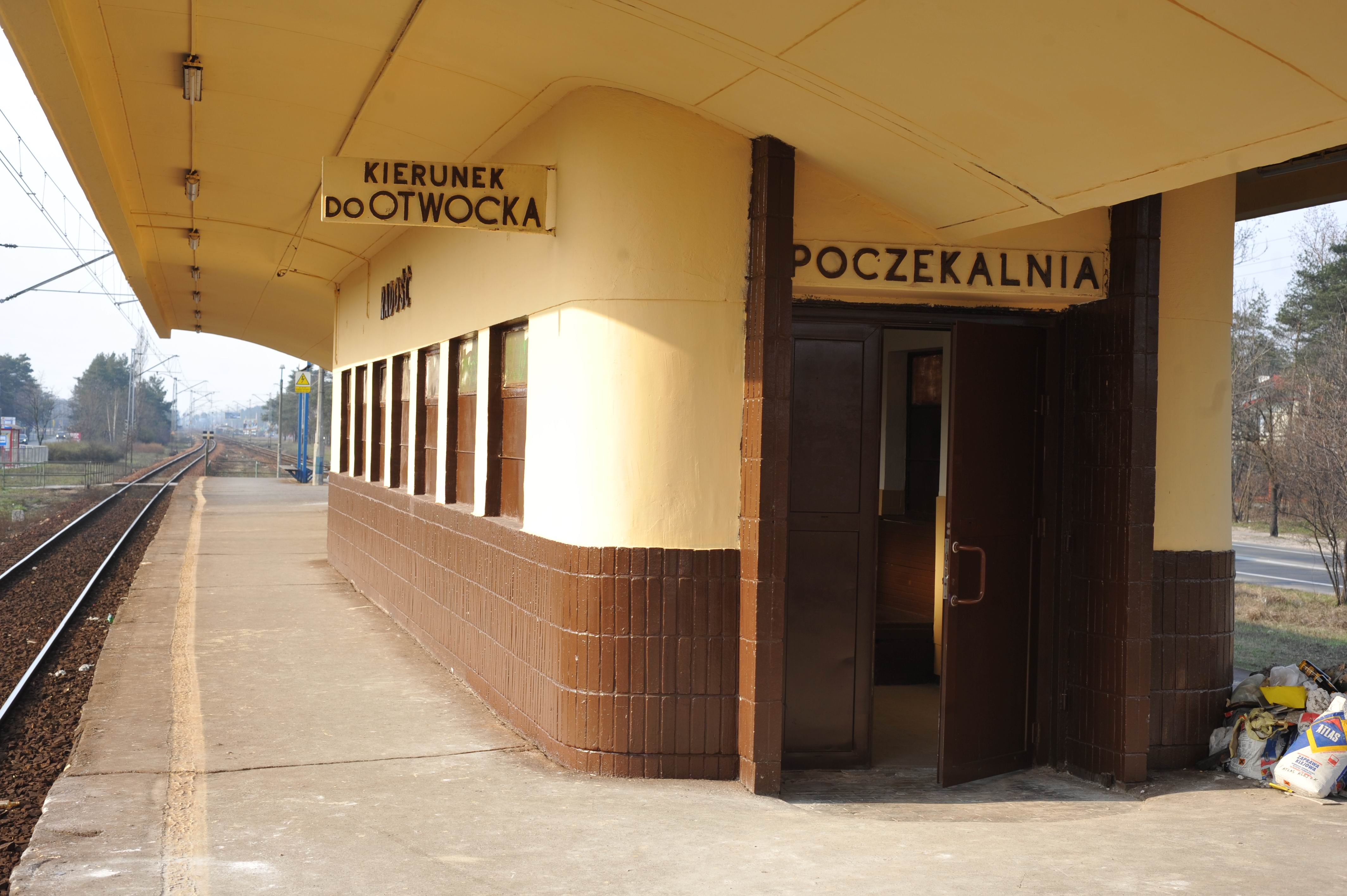
Залізнична станція у стилі модернізму, інж. Казимир Центнершвер, 1936

На початку XX століття на місці нинішнього району Радість існував курорт, який завдячував своїм існуванням залізничній колії  Варшава-Отвоцьк збудованої 1877 року Привіслянської залізниці. У 1931 році у Радості виникла парафія, у 1930-ті роки були збудовані найважливіші споруди містечка: костел та залізнична станція «Радість».
1 січня 1925 року Радість приєднали до новоутвореної сільської гміни Фалениця-Летніско з центром у Фалениці.
1926 року декількома ентузіастами була створена добровольча пожежна команда, яка функціонує по наш час.
У 1936 році за проєктом інж. Казимира Центнершвера (пол. Kazimierz Centnerszwer) після електрифікації була збудована залізнична станція (перон, каса, зал очікування), яка є прикладом модернізму.
З 2008 року каси не працюють. У 2008 станція занесена до реєстру пам'яток.
У 1937 році проведена електрифікація колії Варшава-Отвоцьк, через що Радість отримав ще більше можливостей для зростання. Наступного року в районі було уже 350 будівель.
4 травня 1951 року Радість приєднали до Варшави.

## Транспорт
Через Радість їде поїзд SKM Прушкув-Отвоцьк та поїзд Koleje Mazowieckie Варшава-Західна — Демблін. Також через район ходять 7 днівних та 2 нічних автобуси за напрямками Фаленіка, Блота, Гоцлавек та Щеслівіце.

## Визначні місця
- Парк між Радістю і Міжліссям[pl]

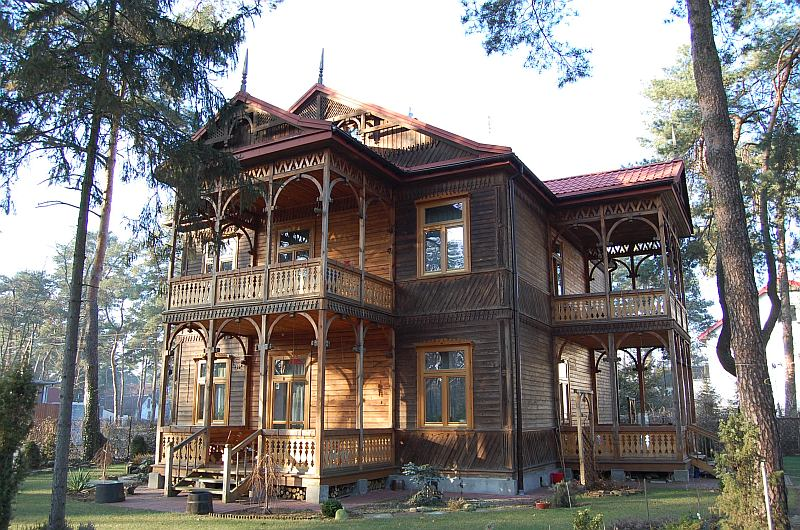
Дерев'яна вілла „Лодусєнька” у районі Радість (Варшава), стиль

- Церква Святої Богородиці у Варшаві (Радість)[pl];
- Вілла Під Когуткем в Радості[pl];
- Вілла Лодусєнька (пол. willa Lodusieńka)[8], збудована з 1929 до 1934 року у стилі Швідермаєр[en], вулиця Чайна[9] (пол. Herbaciana, Гербацяна), 6;
- Давній єврейський цвинтар у Варшаві (Радість)[pl]

## Цікаві факти
З польської мови слово radość перекладається як радість. Тому дослівний переклад назви району Radość — Радість.